# Nagy kudu
A nagy kudu (Tragelaphus strepsiceros) az emlősök (Mammalia) osztályának párosujjú patások (Artiodactyla) rendjébe, ezen belül a tülkösszarvúak (Bovidae) családjába és a tulokformák (Bovinae) alcsaládjába tartozó faj.

## Előfordulása
Etiópia, Eritrea, Dzsibuti, Szomália, Szudán, Csád, a Közép-afrikai Köztársaság, Kenya, Tanzánia, Uganda, Zambia, Malawi, Mozambik, Zimbabwe, Botswana, Angola, Namíbia, a Kongói Demokratikus Köztársaság és a Dél-afrikai Köztársaság erdős szavannáin, bozótosaiban honos. Mindig víz közelében található meg.

## Alfajai
- Tragelaphus strepsiceros chora
- Tragelaphus strepsiceros cottoni
- Tragelaphus strepsiceros strepsiceros

## Megjelenése
Testhossza 185-245 centiméter, farokhossza 30-55 centiméter, marmagassága 100-160 centiméter, testtömege 120-315 kilogramm. A kisebb méretek vonatkoznak a nőstényekre, a nagyobbak a hímekre. 4-12 csík a törzsön, keresztcsík az arcon és a pofák rajzolata összetéveszthetetlenné teszik a fajt. A bikáknak hosszú, csavart szarva (amely gyakran elérheti a 100-140 centiméteres hosszt is) és hosszú, feketéssárgán csíkozott nyak-, hát- és toroksörénye van. A tehenek szarvatlanok. Mindkét nem jellemzője a szép, szabályos alakú füleik.

## Életmódja
Pihenőket beiktatva éjjel-nappal aktív, szívesen tartózkodik árnyékos részeken. Kicsi, 5-12 egyedből álló, állandó összetételű családi csoportokban él. Lakóhelyéhez hűséges, nem vonuló faj. Egy csoport többnyire egy 50 km²-es területen tart fenn territóriumot. A csoportokat egy idős bika vezeti. A felnövekvő bikák elhagyják a csoportot, és amíg egy idős bikát legyőzve át nem veszik egy tehéncsapat vezetését, agglegény-csordákban élnek. A hímek rangsorharcok során nyak- és hátsörényüket felborzolva lassan haladnak egymás felé, és szarvaikat mutogatják a másiknak.
A nagy kuduk többnyire bokrokról és fákról legelt levelekkel és ágakkal táplálkoznak, füvet alig fogyasztanak. Ellenségeik az oroszlánok, a leopárdok, a hiénakutyák, de a fiatal állatokra a gepárdok is veszélyesek lehetnek. Veszély esetén ugató vészjelzést hallatnak, és többnyire gyorsan elmenekülnek a bozótosba. A bikák maximális élettartama 8 év, a tehenek akár 15 évig is élhetnek. A bikáknál feltehetőleg a csoport védelme miatti erőfeszítések rövidítik meg az élettartamot.

## Szaporodása
Udvarláskor egymás mellett lépkednek, állukat egymásra helyezik. A nőstény 7 hónapos vemhesség után többnyire egyetlen utódot ellik. A borjú többnyire 15 kilogrammos tömeggel jön a világra. Az anya borját az első hónapban a sűrűben rejtegeti és csak ezután csatlakoznak újra a csoporthoz. A borjú többnyire 6 hónapos koráig szopik. A bikáknál a szarvak első csavarulata kétéves koruk utánra fejlődik ki, szarvuk teljes kifejlődése 6-7 éves korukra fejeződik be teljesen.

## Nevének eredete
A kudu név, amelyen ezt az állatot világszerte ismerik, a hottentották nyelvéből származik, és ennek a fajnak a nevét jelenti. Ezt a nevet használták később a fehér felfedezők a hasonló kinézetű kis kudura is, és hogy elkülönítsék a két fajt egymástól, a nagyobb méretű állat lett a nagy kudu.

## Képek

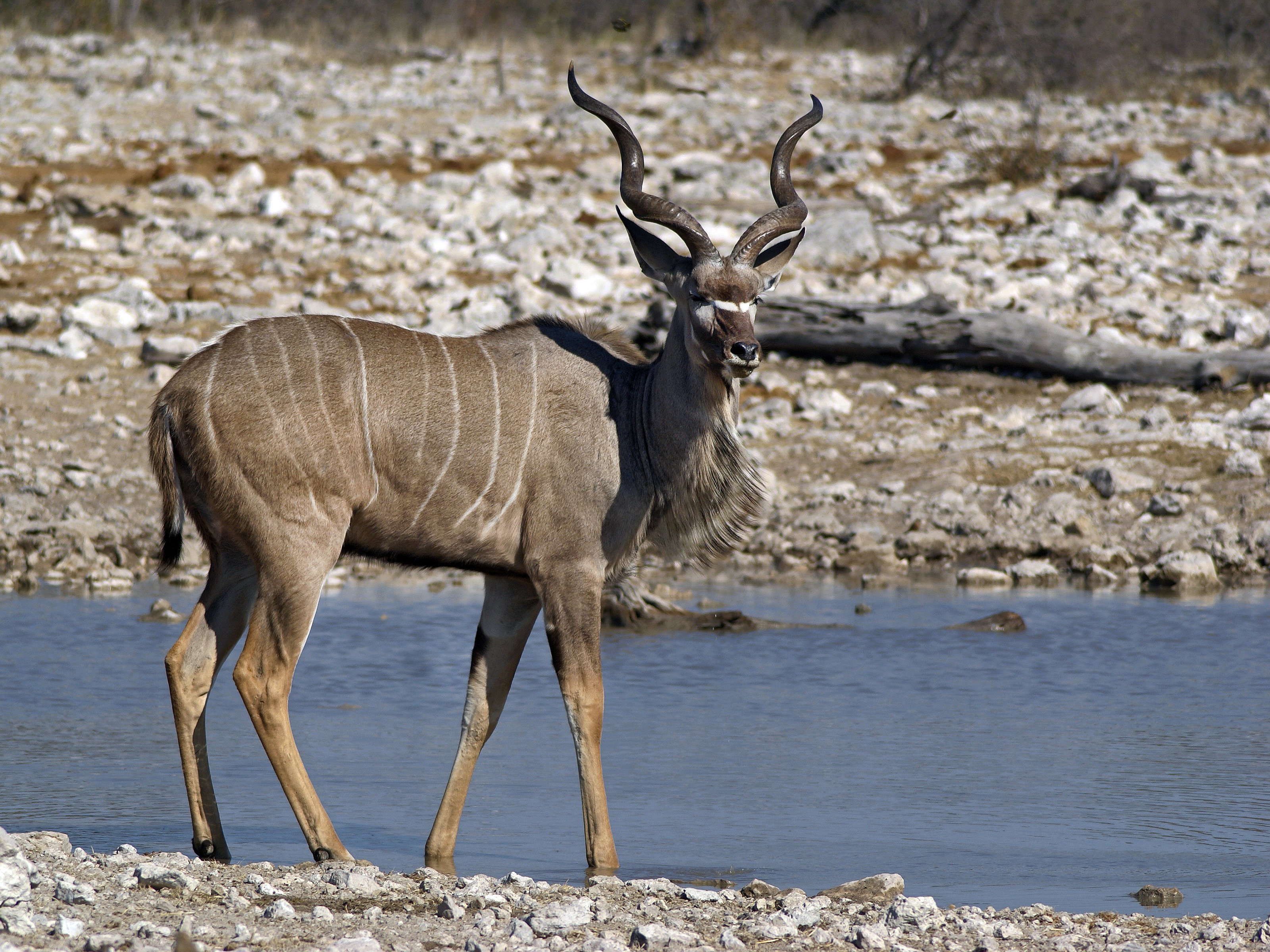
Bika
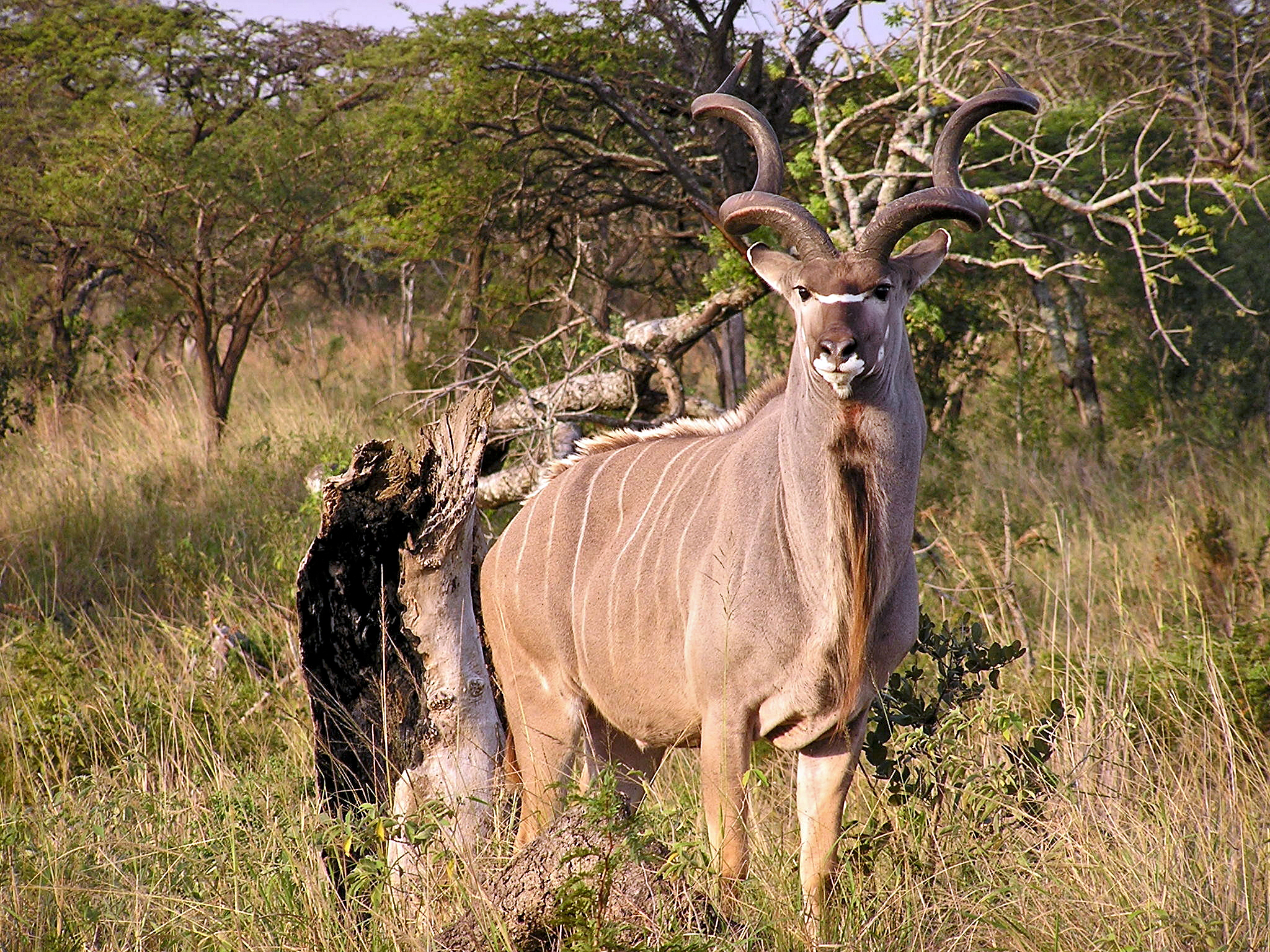
Bika
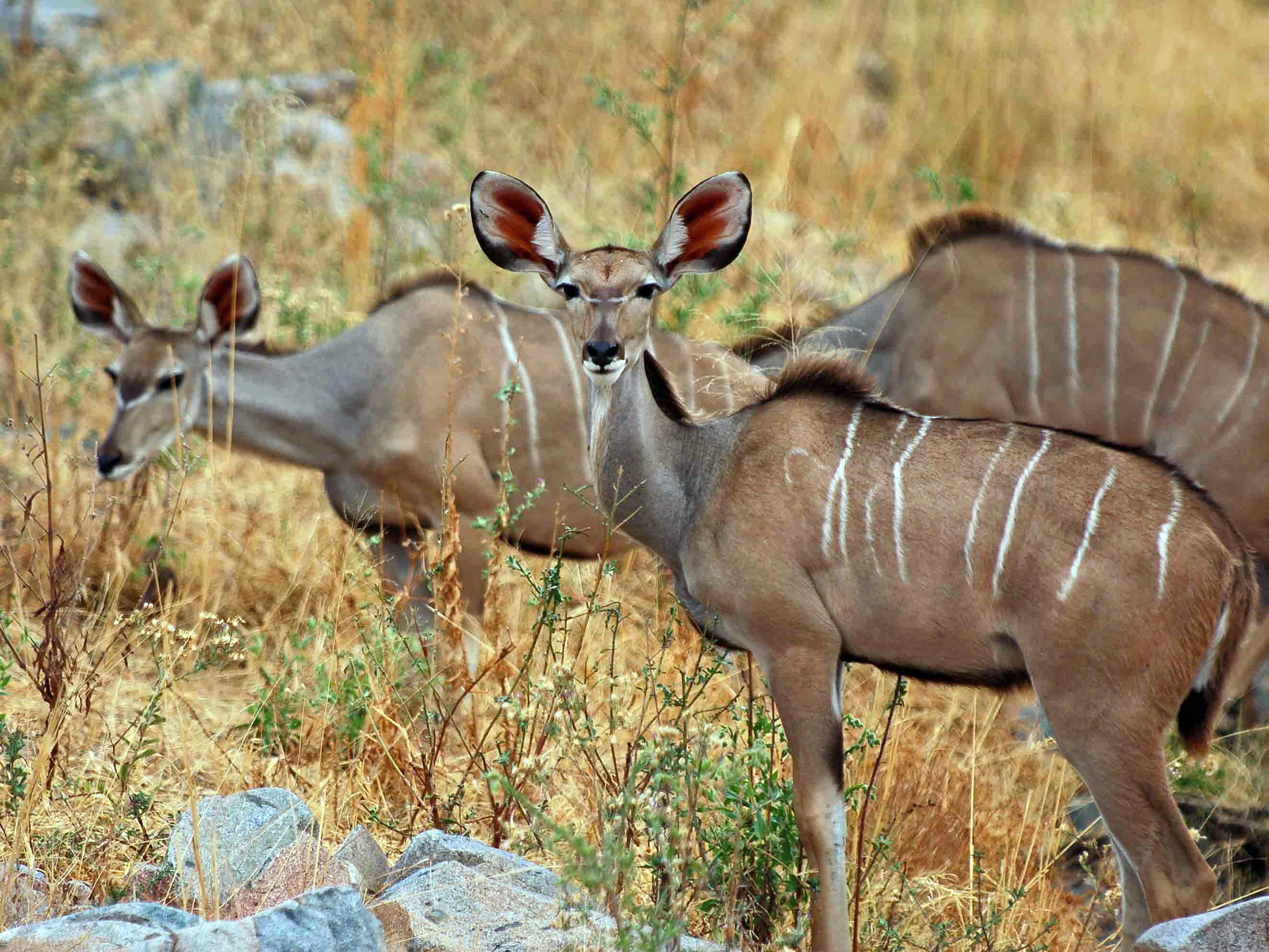
Tehenek
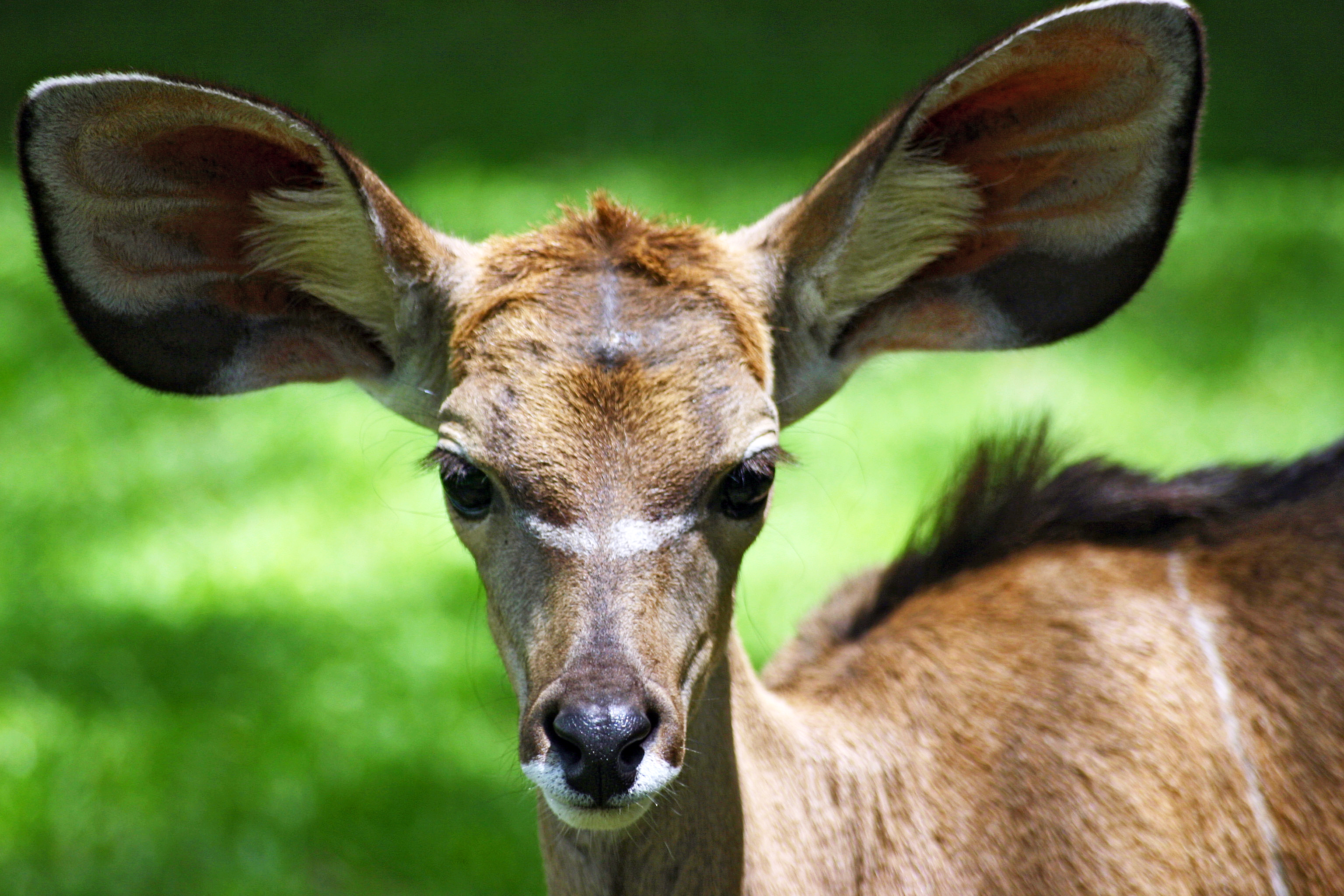
Borjú